# Палес-Матос, Луис
Луис Палес-Матос (Luis Palés Matos; 20 марта 1898, Гуаяма — 23 февраля 1959, Сан-Хуан, Пуэрто-Рико) — пуэрто-риканский поэт и литератор, известнейший представитель афро-антильского направления в поэзии стран Латинской Америки.

## Биография
Л.Палес-Матос родился в культурной, интеллигентской семье, и его знакомство с поэтическим творчеством началось ещё в ранние годы жизни. В 1915 году выходит в свет первый сборник стихотворений Палес-Матоса под названием Azaleas. В 1918 году он переезжает в город Фахардо и устраивается на работу в местную газету. Здесь он знакомится с Нативидат Суливерес и женится на ней. Вскоре после родов сына Нативидад умирает. Своё горе и подавленность в результате смерти супруги поэт выразил в своей поэме El palacio en sombras («Дворец теней»).
Л.Палес-Матос уезжает в Сан-Хосе, столицу Пуэрто-Рико и работает там в различных газетах. В 1926 году, в газете La Democracia публикуется его поэма «Pueblo negro» (Чёрная деревня). ставшая первым произведением афро-карибского поэтического направления на испанском языке. давшим начало новому художественному стилю в латиноамериканской литературе. «Чёрная деревня» была высоко оценена пуэрто-риканской литературной критикой. В 1937 году выходит сборник поэм под названием Tuntún de pasa y griferia, считающейся вершиной творчества поэта. Tuntún de pasa y griferia был удостоен премии Пуэрто-Риканского института литературы. В 1957 году свет увидела антология Poesía, 1915-56, объединившая лучшие, избранные лирические работы Л.Палес-Матоса.
Поэт занимался также преподавательской деятельностью, выступая с лекциями по литературе в Университете Пуэрто-Рико. Скончался от сердечной недостаточности.

## Сочинения
- El palacio en sombras (The Palace in Shadows)
- Pueblo negro (Black Town)
- Danza negra (Black Dance)
- Canción festiva para ser llorada (A festival song to cry for)
- Falsa canción de baquiné (False Song of a funeral for a child)
- Largarto verde (Green Lizard)
- Tuntún de pasa y grifería (Drumbeats of kinkiness and blackness)
- Majestad negra (Black Majesty)